# Obersöchering
Obersöchering település Németországban, azon belül Bajorországban. Lakosainak száma 1570 fő (2023. december 31.). Obersöchering Habach és Antdorf községekkel határos.

## Népesség
A település népessége az elmúlt években az alábbi módon változott:
| Lakosok száma | 460  | 835  | 939  | 1064 | 1515 | 1534 | 1530 | 1553 | 1574 | 1570 |
|               | 1875 | 1950 | 1975 | 1987 | 2012 | 2014 | 2016 | 2017 | 2021 | 2023 |